# Firebox Records
Firebox Records es un sello ubicado en la ciudad finlandesa Seinäjoki, Ostrobotnia del Sur. El sello es bien conocido en el género del heavy metal. Está especializado en ámbito del doom metal, hard rock, Hard rock, Death metal y con varios géneros relacionados.
Firedoom Records es un subtitulado de Firebox Records espesializada en la más extrema en el doom metal.

## Distribuciones
El sello Firebox tiene amplia red distribuidora para las emisiones de todo el mundo incluyendo el PHD de Canadá, Plastic Head Distribution en Inglaterra, CM Distro en Alemania, Modern Invasion Music en Australia y The End Records Estados Unidos.